# イーイエン県
イーイエン県（イーイエンけん、ベトナム語：Huyện Ý Yên / 縣懿安? ）は、ベトナムナムディン省の県である。面積は241km²、人口は247,718人（2009年）である。

## 行政区画
1市鎮31社を管轄する。